# Zibane Ngozi
Zibane Ngozi (* 31. Oktober 1992) ist ein botswanischer Sprinter, der sich auf den 400-Meter-Lauf spezialisiert hat. Mit der botswanischen 4-mal-400-Meter-Staffel gewann er 2021 eine olympische Bronzemedaille und siegte 2019 bei den Afrikaspielen und wurde 2022 Afrikameister.

## Sportliche Laufbahn
Erste Erfahrungen bei internationalen Meisterschaften sammelte Zibane Ngozi bei den Afrikaspielen 2019 in Rabat, bei denen er mit der botswanischen 4-mal-400-Meter-Staffel in 3:02,55 min die Goldmedaille gewann und mit der 4-mal-100-Meter-Staffel in 39,52 s auf den fünften Platz gelangte. Damit erhielt er einen Startplatz in der Staffel für die Weltmeisterschaften in Doha, bei denen er mit im Vorlauf disqualifiziert wurde. Bei den World Athletics Relays 2021 im polnischen Chorzów verpasste er mit 3:20,97 min den Finaleinzug in der Mixed-Staffel. Im August startete er mit der Männerstaffel bei den Olympischen Sommerspielen in Tokio und gewann dort im Finale mit neuem Afrikarekord von 2:57,27 min gemeinsam mit Isaac Makwala, Baboloki Thebe und Bayapo Ndori die Bronzemedaille hinter den Teams aus den Vereinigten Staaten und den Niederlanden. Im Jahr darauf klassierte er sich bei den Afrikameisterschaften in Port Louis mit 46,57 s auf dem siebten Platz über 400 Meter und kam im Staffelbewerb im Vorlauf zum Einsatz und trug damit zum Gewinn der Goldmedaille bei. Anschließend belegte er bei den Weltmeisterschaften in Eugene mit 3:00,14 min im Finale den sechsten Platz mit der Staffel und gewann dann bei den Commonwealth Games in Birmingham in 3:01,85 min gemeinsam mit Leungo Scotch, Anthony Pesela und Bayapo Ndori die Silbermedaille hinter dem Team aus Trinidad und Tobago. Zudem schied er über 400 Meter mit 47,06 s im Halbfinale aus.
2023 erreichte er mit der 4-mal-400-Meter-Staffel bei den Weltmeisterschaften in Budapest das Finale und wurde dort wegen eines Wechselfehlers disqualifiziert.

## Persönliche Bestzeiten
- 200 Meter: 20,87 s (+1,5 m/s), 15. Mai 2022 in Francistown
- 400 Meter: 45,13 s, 16. Juni 2022 in Francistown